# Estela de Madrid
L′estela de Madrid és una escultura de pedra volcànica, que està datada entre els anys 600-800, que sustentava un tron d'un palau construït per la cultura maia a Palenque, situada en el que avui és l'estat mexicà de Chiapas, a prop del riu Usumacinta. La peça s'exposa de forma permanent en el Museu d'Amèrica, situat a Madrid amb el número d'inventari 2608.
Es tracta d'un baix relleu en el qual es representa a un jove Bacab (nom donat a les quatre deïtats prehispàniques que habitaven a l'interior de la Terra i en els seus dipòsits d'aigua, i que sostenien la volta del cel). L'estela va ser trobada a l'any 1785 a la zona arqueològica de Palenque, durant l'excavació arqueològica portada a terme pel capità de Nova Espanya Antonio de Río, (ca. 1745- ca. 1789).

## Característiques
- Forma: estela funerària, baix relleu.
- Material: pedra volcànica.
- Època: Cultura maia.[1]
- Tècnica: baix relleu.
- Alçada : 46,5 centímetres.
- Ample: 29,5 centímetres.